# Ayşe Polat

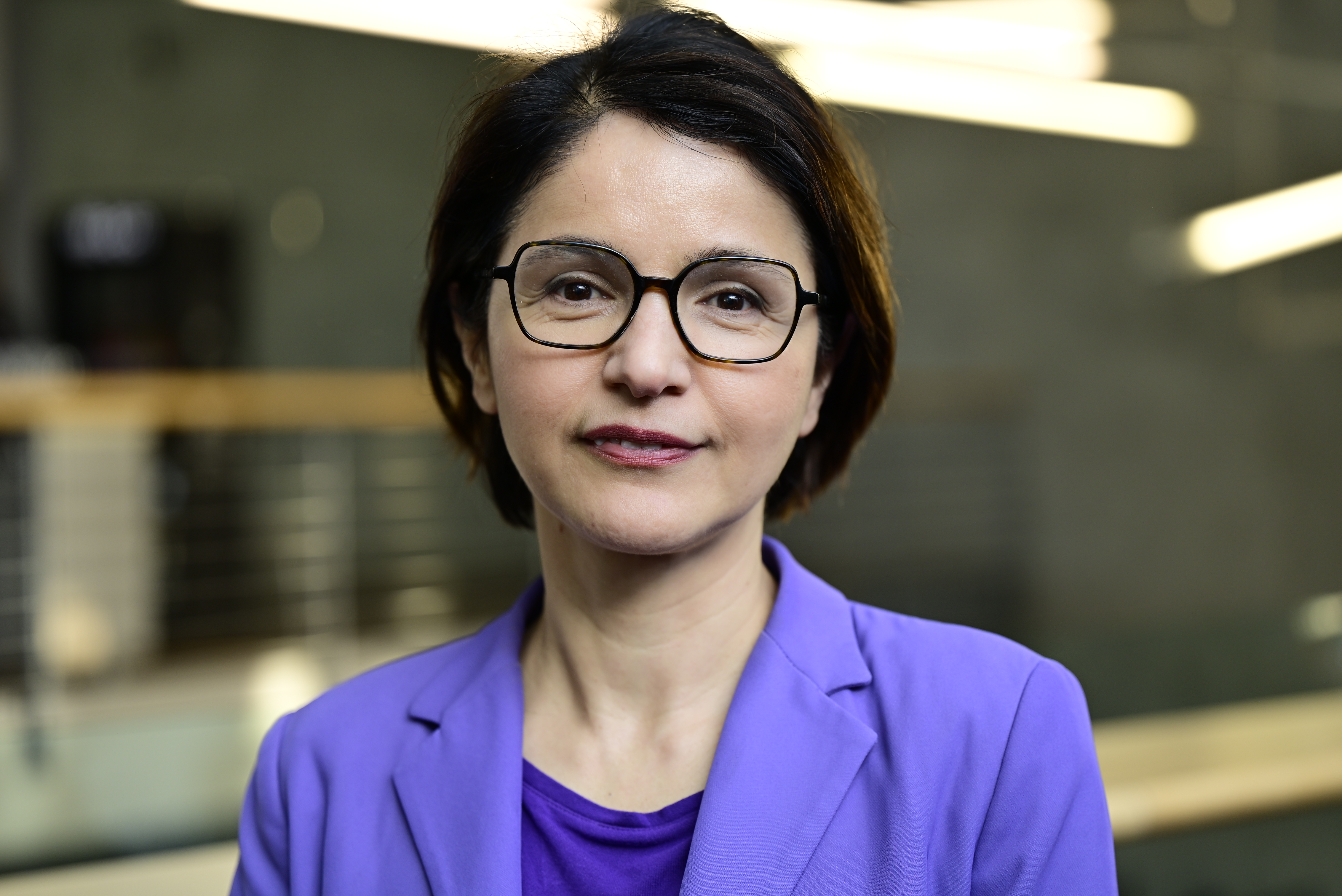
Ayşe Polat (2025)

Ayşe Polat (anhörenⓘ * 19. November 1970 in Malatya) ist eine kurdisch-deutsche Filmregisseurin, Drehbuchautorin und Filmproduzentin. In ihren Filmen behandelt die Filmemacherin mit alevitisch-kurdischen Wurzeln die Themen Identitätssuche und Identitätsverlust, in ihren frühen Werken vor allem von türkeistämmigen Migrantenfamilien in Deutschland. Polat gilt als bedeutende Vertreterin des deutsch-türkischen Kinos Ende der 1990er Jahre.

## Leben und Werk
Polat wurde 1970 in der Hauptstadt der gleichnamigen Provinz Malatya in der Türkei geboren. 1978 siedelte sie mit ihrer Mutter und ihren Geschwistern nach Hamburg über. Ihr Vater arbeitete dort bereits in einem Versandhaus. Von 1990 bis 1995 studierte sie Philosophie, Kulturwissenschaften und Germanistik an der FU Berlin und der Bremer Universität. Bereits mit 15 Jahren begann sie auf Super 8 und mit der Videokamera zu filmen. 1991 erhielt sie für ihre Milieustudie Entfremdet beim Bundeswettbewerb Jugend und Video den Förderpreis.
1992 entstand der Kurzfilm „Fremdennacht“ über den Selbstmord des Asylbewerbers Kemal Altun, der vom Hamburger Filmbüro gefördert wurde. 1994 folgte der mehrfach ausgezeichnete Kurzfilm Ein Fest für Beyhan über eine junge Deutschtürkin, die sich von ihrer Familie abnabeln und befreien möchte. Auch Gräfin Sophia Hatun (1997) wurde auf mehreren internationale Festivals vorgestellt. Ihr Langspielfilmdebüt feiert Ayşe Polat mit Auslandstournee (1999) und wurde auf Filmfestivals in Karlovy Vary, beim Tokyo International Film Festival und in Ankara gezeigt. Beim Internationalen Filmfestival Ankara wurde der Film mit dem Preis für die Beste Regie ausgezeichnet. Ihr zweiter Langfilm En Garde (2004) eröffnete das Locarno Film Festival und erhielt den Silbernen Leoparden für den Besten Film und die Besten Hauptdarstellerinnen. 2005 erhielt Polat für En Garde den Deutschen Kritikerpreis.
2006 inszenierte Polat am Berliner Theater Hebbel am Ufer ihr erstes Theaterstück Otobüs, das die Entführung einer Gruppe deutscher Pauschaltouristen in der Türkei behandelt. Bei ihrem dritten Spielfilm Luks Glück wirkte Polat als Co-Produzentin mit. Die Tragikomödie erzählt die Geschichte einer türkischen Familie zwischen Hamburg und Istanbul, deren Leben durch einen Lottogewinn aus den Fugen gerät. Ihr Film Die Erbin, den sie u. a. auch produzierte, wurde auf dem Internationalen Filmfestival Rotterdam gezeigt. Der Film behandelt die Reise einer jungen Frau aus Deutschland zurück in die Heimat des verstorbenen Vaters.
Polat war von Dezember 2013 bis Februar 2014, von August bis November 2014 und von Juli bis August 2015 Stipendiatin der Kulturakademie Tarabya in Istanbul. Im Rahmen des Stipendiums in Tarabya drehte sie ihren ersten Dokumentarfilm Die Anderen. Der Film feierte auf dem DOK Leipzig seine Premiere. 2017/18 folgte eine Artist-Residency an der FU Berlin in der Kolleg-Forschungsgruppe Cinepoetics – Poetologien audiovisueller Bilder.
2018 führte Polat Regie bei der ZDF-Krimiserie Der Staatsanwalt. 2020 führt sie Regie beim Dortmunder Tatort und inszenierte Tatort: Masken. 2022 ebenfalls beim Kieler Tatort für Tatort: Borowski und das unschuldige Kind von Wacken (Premiere auf dem Filmfest Hamburg 2023, TV-Ausstrahlung im November 2023).
2023 kehrte Polat mit dem in drei Episoden erzählten Im toten Winkel zum Kinofilm zurück. Neben ihrer Regieleistung schrieb Polat auch das Drehbuch und war als Co-Produzentin tätig. Der Film feierte seine Weltpremiere in der Sektion Encounters auf der Berlinale 2023. Auf dem Istanbul Film Festival wurde der sowohl in Hamburg als auch in der Türkei gedrehte Film mit der Goldene Tulpe als bester nationaler Film ausgezeichnet. Dort erhielt sie auch die Preise: Bestes Drehbuch, Bester Schnitt und den FIPRESCI-Preis. Genauso erhielt der Film auf dem International Izmir Film and Musci Festival den Crystal Flamingo Award – Bester Film, so auch die Preise: Beste Regie und Kritikerpreis. Auf dem Internationalen Filmfest Oldenburg erhielt er den German Independence Award für Bester Film. Ein Jahr später wurde das Werk für drei Deutsche Filmpreise nominiert, so auch in der wichtigsten und höchstdotierten Kategorie des Besten Spielfilms. Polat selbst gewann die Preise für die beste Regie und das beste Drehbuch, Im toten Winkel wurde bei der Verleihung mit der Lola in Bronze in der Kategorie Bester Spielfilm ausgezeichnet.
Polat ist Mitglied im Bundesverband Regie (BVR).

## Rezeption
Polat gehörte Ende der neunziger Jahre zur ersten Welle junger türkischer Filmemacher. Ihre kurdische Herkunft erlaubte ihr einen eigenen Zugang zu Themen von Heimat und Herkunft. Sie war als eine der wenigen deutschen Filmemacherinnen mit Migrationsgeschichte auf der Retrospektive der 69. Internationalen Filmfestspiele Berlin vertreten, die das Filmschaffen von Regisseurinnen in der Zeit von 1968 bis 1999 zum Thema machte.

## Filmografie (Auswahl)
- 1991: Entfremdet (Kurzfilm)
- 1992: Fremdenacht (Kurzfilm)
- 1994: Ein Fest für Beyhan (Kurzfilm)
- 1997: Gräfin Sophia Hatun (Kurzfilm)
- 2000: Auslandstournee
- 2004: En Garde
- 2010: Luks Glück
- 2013: Die Erbin
- 2016: The Others (Dokumentarfilm)
- 2021: Tatort: Masken
- 2023: Im toten Winkel
- 2023: Tatort: Borowski und das unschuldige Kind von Wacken

## Auszeichnungen
- 1991: Förderpreis Bundeswettbewerb Jugend und Video für Entfremdet[1]
- 1997: Spezialpreis der Jury für Gräfin Sophia Hatun beim Internationalen Filmfestival in Ankara[1]
- 2000: Bestes Regiedebüt für Auslandstournee beim Ankara International Film Festival[25]
- 2004: Silberner Leopard für En Garde beim Locarno Film Festival[26]
- 2004: Otto-Sprenger-Regie-Preis für En Garde beim Filmfest Hamburg[27]
- 2005: Deutscher Kritikerpreis  – Bester Kinofilm für En Garde[25][8]
- 2005: Jury-Preis für En Garde bei dem Ankara International Film Festival[28]
- 2018: Best Socio-political Documentary für The Others beim Beyond the Borders Documentary Filmfestival[25]
- 2023: Goldene Tulpe (national) für Im toten Winkel beim Istanbul Film Festival[29]
- 2023: Bestes Drehbuch für Im toten Winkel beim Istanbul Film Festival[29]
- 2023: Bester Schnitt für Im toten Winkel beim Istanbul Film Festival[29]
- 2023: FIPRESCI-Preis für Im toten Winkel beim Istanbul Film Festival[29]
- 2023: Crystal Flamingo Award – Bester Film für  Im toten Winkel beim Izmir International Film and Music Festival
- 2023: Beste Regie für Im toten Winkel beim Izmir International Film and Music Festival
- 2023: German Independence Award – Bester Film für Im toten Winkel auf dem Internationalen Filmfest Oldenburg
- 2023: Beste Regie für Im toten Winkel beim Ankara Film Festival[30]
- 2023: Bestes Drehbuch für Im toten Winkel beim Ankara Film Festival[30]
- 2023: Bestes Drehbuch für Im toten Winkel beim Dohuk International Film Festival[31]
- 2023: FIPRESCI-Preis für Im toten Winkel beim Dohuk International Film Festival[31]
- 2024: Beste Regie und Bestes Drehbuch für Im toten Winkel beim Deutscher Filmpreis.